# Selma Banich
Selma Banich (?, 1979.) izvedbena je umjetnica i koreografkinja. Njezino umjetničko djelovanje temelji se na procesualnom, istraživačkom i aktivističkom radu s političkom inspiracijom iz anarhizma i feminizma. Banich navodi kako se trudi da njen umjetnički rad bude informiran aktivističkom praksom, a svoj pristup radu naziva kolekcionističkim. Radove predstavlja samostalno te u suradnji s udrugama i drugim umjetnicima na razini Balkanske regije, Europe i SAD-a.

## Radovi
- Milovanje
- Voices
- Savijanje gnijezda
- Erased gazes
- 13'30
- Movements (2023.)[4]
- The Passage (2023.)[5]
- Krojimo za noćni marš
- Kako žive žene?
- Kako žive umjetnice?
- Ustenjavanje naroda
- Ode zemlja u led'nu, svak ti šuti istinu
- Isijavanje
- Trešnjevački derive
- Zajednice skrbi
- Hodaj s njom
- Križevčanka
- Vježbanje nenastanjivih prostora

## Vanjske poveznice
- Službena mrežna stranica